# Rheochorema tenuispinum
Rheochorema tenuispinum är en nattsländeart som beskrevs av Schmid 1955. Rheochorema tenuispinum ingår i släktet Rheochorema och familjen Hydrobiosidae. Inga underarter finns listade i Catalogue of Life.